# Памятники истории и культуры местного значения Жезказгана
Памятники истории и культуры местного значения города Жезказгана — отдельные постройки, здания и сооружения, некрополи, произведения монументального искусства, памятники археологии, включённые в Государственный список памятников истории и культуры местного значения Карагандинской области. Списки памятников истории и культуры местного значения утверждаются исполнительным органом региона по представлению уполномоченного органа по охране и использованию историко-культурного наследия.
В Государственном списке памятников истории и культуры местного значения города в редакции постановления акимата Карагандинской области на 5 ноября 2015 года числились 7 памятников градостроительства и архитектуры.

## Список памятников
| Номер в списке | Название                                                                                          | Изображение | Годы постройки, авторы                                                          | Местоположение                                       |
| -------------- | ------------------------------------------------------------------------------------------------- | ----------- | ------------------------------------------------------------------------------- | ---------------------------------------------------- |
| 436            | Мавзолей Токсана                                                                                  |             | XX в.                                                                           | город Жезказган, на территории центрального кладбища |
| 437            | Мавзолей Досмырзы                                                                                 |             | XX в.                                                                           | город Жезказган, на территории центрального кладбища |
| 438            | Памятник обелиск воинам-жезказганцам, павшим на фронтах Великой Отечественной войны 1941-1945 гг. |             | 1965 г.                                                                         | улица Гагарина                                       |
| 439            | Архитектурно-художественная композиция «Космос»                                                   |             | 1976 г. художник Л. Пак, архитектор К. Турлыбаев                                | бульвар С. Сейфуллина (бульвар Космонавтов)          |
| 440            | Памятник 30-лет Победы в Великой Отечественной войне 1941-1945 гг.                                |             | 1979 г. Авторы: художник Л. Пак, архитектор К. Турлыбаев                        | улица 30-лет Победы                                  |
| 441            | Монумент повстанцам-сарбазам                                                                      |             | Авторы: скульптор Н. Андреев, архитектор К. Турлыбаев, художник Л. Пак, 1982 г. | по дороге в аэропорт                                 |
| 442            | Памятник-обелиск первостроителям                                                                  |             | 1978 г. Авторы художник – К. Пак скульптор Н. Андреев, архитектор К. Турлыбаев  | площадь Первостроителей (Театральная площадь)        |